# Stenaphonus
Stenaphonus is een geslacht van rechtvleugeligen uit de familie krekels (Gryllidae). De wetenschappelijke naam van dit geslacht is voor het eerst geldig gepubliceerd in 1878 door Saussure.

## Soorten
Het geslacht Stenaphonus  is monotypisch en omvat slechts de volgende soort:
- Stenaphonus macilentus (Saussure, 1878)